# Heinrich von der Goltz (Generalleutnant)
Karl Friedrich Heinrich Graf von der Goltz (* 8. Juni 1775 in Berlin; † 13. Oktober 1822 in Paris) war ein preußischer Generalleutnant und Gesandter.

## Leben

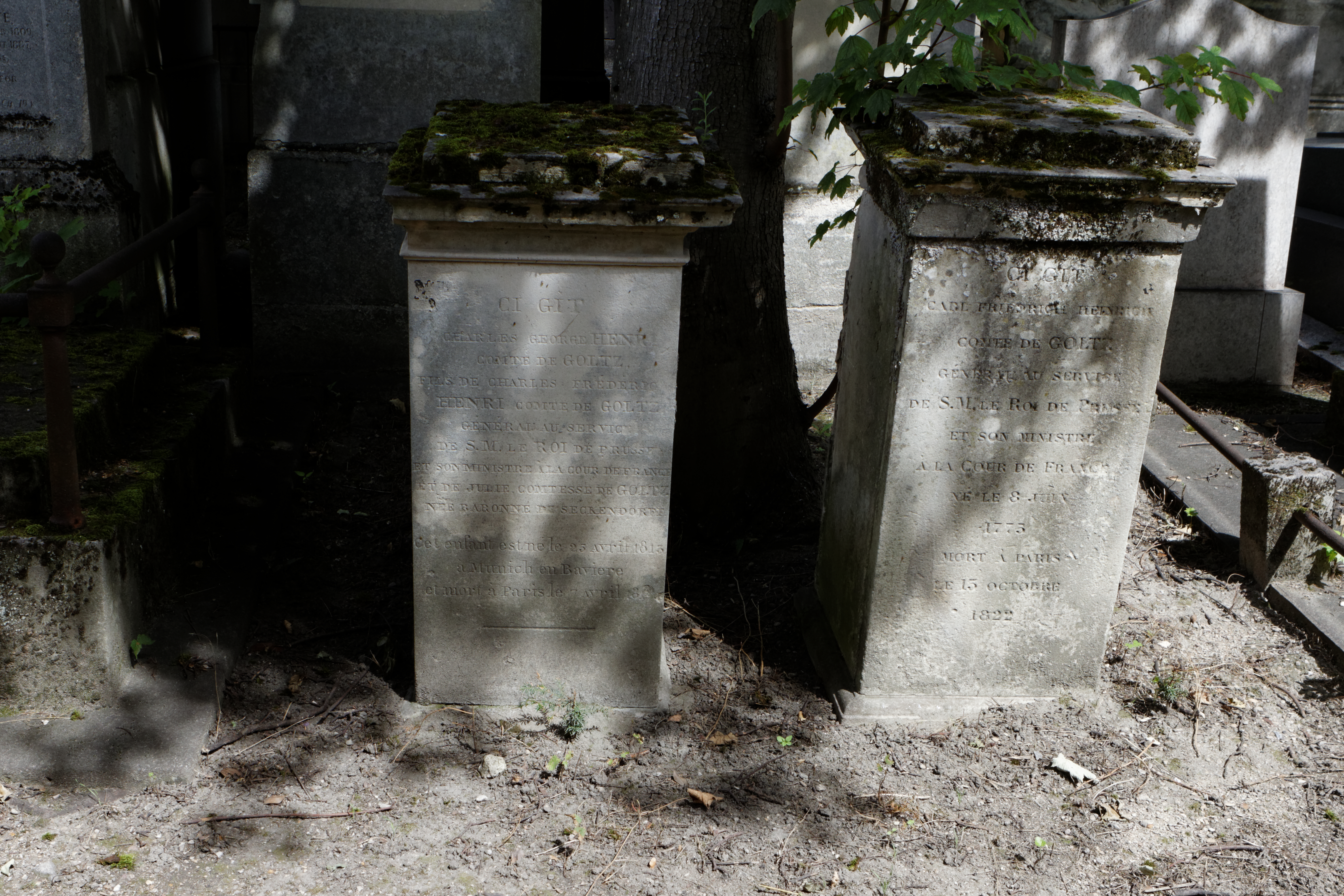
Père Lachaise

### Herkunft
Karl entstammte dem Adelsgeschlecht Goltz. Er war der Sohn von Leopold Heinrich von der Goltz (1746–1816) und dessen Ehefrau Eleonore Juliane, geborene von Maltzahn († 1798). Sein Vater war preußischer Generalleutnant und am 19. September 1786 in den preußischen Grafenstand erhoben worden.

### Militärkarriere
Goltz wurde im April 1787 als Estandartenjunker im Husarenregiment seines Onkels Johann Wilhelm von der Goltz angestellt. Während des Rheinfeldzuges im Ersten Koalitionskrieg machte er die Schlacht bei Kaiserslautern sowie die Gefechte bei Schwalm, Hasnon, Edesheim und Morsheim mit. Goltz wurde am 7. September 1793 Sekondeleutnant und am 19. Januar 1794 für seine Leistungen mit dem Orden Pour le Mérite ausgezeichnet. Im Mai 1803 wurde Goltz Stabsrittmeister und Adjutant von Generalleutnant Blücher. Als solcher kämpfte er im Feldzug 1806 in der Schlacht bei Jena und Auerstedt und geriet bei Lübeck in französische Gefangenschaft. Ende des Jahres wurde Goltz ausgetauscht. Nach dem Frieden von Tilsit diente er kurzzeitig als Adjutant von Generalfeldmarschall Kalckreuth, ehe Goltz am 21. August 1807 wieder zu Blücher zurückkehrte. Im Jahr darauf wurde Goltz Adjutant beim Prinzen Wilhelm, den er nach Paris begleitete, um über die preußischen Kontributionen zu verhandeln. Er wurde dann im November 1809 im diplomatischen Dienst angestellt und zum preußischen Gesandten am bayerischen Hof in München ernannt. Goltz blieb jedoch aktiver Offizier.
Mit Beginn der Befreiungskriege kehrte Goltz auf Wunsch von Blücher zu ihm ins Feld zurück und übernahm als sein Adjutant die Leitung der Kanzlei in dessen Hauptquartier. Während des Feldzuges 1813/14 wirkte Goltz aktiv an den Schlachten bei Großgörschen, an der Katzbach, bei Leipzig und bei La Rothière sowie bei Laon mit. Er stieg zum Generalmajor auf und erhielt für seine Leistungen neben beiden Klassen des Eisernen Kreuzes am 13. April 1814 das Eichenlaub zum Pour le Mérite. Nach dem Fall von Paris wurde Goltz zum Kommandanten der Stadt ernannt. Er verblieb nach dem Abzug der preußischen Truppen dort und wurde zum außerordentlichen Gesandten und bevollmächtigten Minister am französischen Hof ernannt. Als solcher hatte er die Aufgabe erhalten, sich um die zurückgebliebenen Kranken Angehörigen der Preußischen Armee zu kümmern und für die Rückführung von Kriegsgefangenen zu sorgen. Nach dem Zweiten Pariser Frieden wurde Goltz wirklicher Gesandter in Frankreich. Der französische König Ludwig XVIII. würdigte seine Leistung im Juli 1817 mit der Verleihung des Militärverdienstordens. Anlässlich seines Besuches in Paris überreichte ihm Friedrich Wilhelm III. am 19. August 1817 den Roten Adlerorden I. Klasse. Außerdem beförderte er Goltz am 30. März 1818 zum Generalleutnant.

### Familie
Er heiratete 1807 Julie Freiin von Seckendorff (1786–1857) aus dem Hause Abedar. Sie war ursprünglich Hofdame der Prinzessin Marianne. Aus der Ehe gingen folgende Kinder hervor:
- Leopoldine (1810–1845) ⚭ Ferdinand von Kleist (1797–1867), preußischer Generalleutnant
- Karl Friedrich (1815–1901) ⚭ Mathilde Gräfin von Lynar (1835–1876)
- Robert (1817–1869), preußischer Gesandter in Paris

Die Witwe heiratete 1828 den Generalleutnant Karl Heinrich Stephan von Block.